# Martabam
Martabam är en ö i Eritrea. Den ligger i den nordöstra delen av landet, 150 km öster om huvudstaden Asmara. Arean är 2,7 kvadratkilometer.
Terrängen på Martabam är mycket platt. Öns högsta punkt är 14 meter över havet. Den sträcker sig 1,9 kilometer i nord-sydlig riktning, och 2,8 kilometer i öst-västlig riktning.